# Tannenberg (videogioco)
Tannenberg è un videogioco sparatutto in prima persona, multigiocatore a squadre, ambientato durante la prima guerra mondiale. È un'espansione autonoma di Verdun, pubblicato in accesso anticipato su Steam il 17 novembre 2017, e disponibile fino al 13 febbraio 2019, quando è stata pubblicata la versione definitiva. È stato rilasciato su PlayStation 4 e Xbox One il 24 luglio 2020.
Tannenberg prende il nome dalla battaglia di Tannenberg del 1914, nella Prussia orientale. Il gioco include armi storicamente accurate della prima guerra mondiale, uniformi ed equipaggiamento autentici, crudo realismo nelle ferite causate da deflagrazioni e proiettili, oltre a mappe basate su veri campi di battaglia del fronte orientale. Le mappe giocabili sono: Baltico, Prussia orientale, Polonia, Galizia, Przemyśl, Carpazi, Romania, Dobrugia ed Ucraina.
Il gioco funziona con il motore grafico Unity ed è stato sviluppato dagli studi indipendenti M2H e Blackmill Games, prima che gli stessi producessero Isonzo, il suo sequel ambientato sul fronte italiano.

## Modalità di gioco
Una partita di Tannenberg può essere giocata da un massimo di 64 giocatori (40 giocatori su console). Ci sono 3 modalità di gioco: "Maneuver", "Attrition Warfare" e "Rifle Deathmatch", ispirate alle tattiche di combattimento della prima guerra mondiale. Nell'aprile 2019 è stata aggiunta una modalità visiva "Film Memoir" che cambia la grafica e l'interfaccia utente del gioco in bianco e nero. Un altro aggiornamento per console nel dicembre 2020 ha aggiunto la modalità multipiattaforma tra Xbox e PlayStation.

## Accoglienza
La rivista online Rock, Paper, Shotgun lo ha elogiato per aver rappresentato la guerra quanto più realisticamente possibile: "Mentre gli sparatutto tipicamente si occupano di esplosioni, urla e sbarramenti di artiglieria, Tannenberg lo giustappone a tragedie tranquille e quotidiane". L'autore della recensione ha descritto Tannenberg come un miglioramento rispetto a Verdun, ma anche meno particolare: "È già un gioco migliore, sicuramente più eccitante, ma non ha un fascino unico".